# Arvo Pärt
Arvo Pärt (Paide, 1935. szeptember 11.) észt zeneszerző, az egyházi zeneszerzés legkiemelkedőbb ma élő képviselője. Zenéjét a gregorián énekek inspirálták. A minimalista stíluson belül saját fejlesztésű komponálási technikája az ún. tintinnabuli.

## Élete

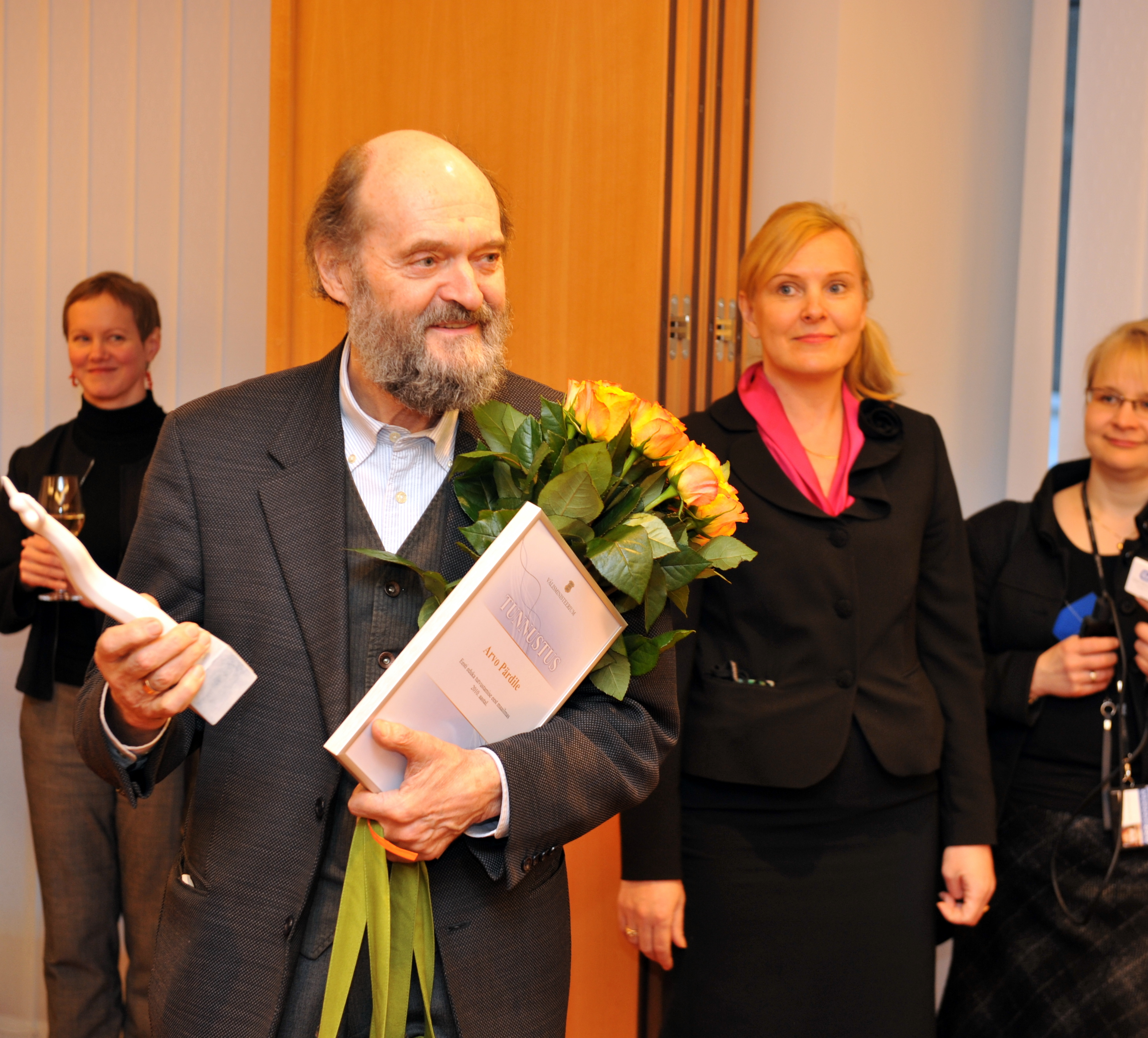
Arvo Pärt (2011)

Rakverében nőtt fel, itt kezdte meg zenei tanulmányait. 1958-tól 1967-ig az Észt Rádió hangmérnökként dolgozott, illetve filmzenéket írt. Ez idő alatt Heino Eller irányításával zeneszerzést tanult a Tallinni Konzervatóriumban, ahol 1963-ban diplomázott. 1962-ben két kompozíciójával megnyerte a Szovjetunió Fiatal Zeneszerzőinek Versenyét.
Korai művei (egy vonósnégyes, illetve néhány neoklasszikus zongoramű) Sosztakovics és Prokofjev hatásáról tanúskodnak. Nekrológ (1960) című zenekari kompozíciója volt az első észt mű, amely Schönberg dodekafón technikáját alkalmazta. 1971-ig keletkezett darabjait tizenkét hangú struktúrák, szerialista és aleatorikus technikák alkalmazása jellemzi (Perpetuum mobile – 1963, I. szimfónia – 1963, II. szimfónia – 1966), illetve kollázstechnikával is kísérletezett (Collage on B-A-C-H, 1964).
A hetvenes években – részben a gregorián zene, illetve 14-16. századi francia és franko-flamand zeneszerzők műveinek hatására – gyökeres változás állt be Pärt stílusában. „Felfedeztem, hogy elég, ha csupán egyetlen hangot szólaltatnak meg gyönyörűen. Ez az egyetlen hang, vagy egy csendes ütés, vagy egy pillanatnyi csend megvigasztal. Nagyon kevés elemmel dolgozom: egy hanggal, két hanggal… Egyszerű anyagokból építkezem – egy hármashangzattal, egy bizonyos tonalitásban. A hármashangzat három hangja harangokhoz hasonlít, ezért hívom [ezt a kompozíciós eljárást] tintinnabuli-nak.” (A latin eredetű „tintinnabuli” szó harangocskákra utal.) Az új stílusban született legfontosabb művek közé tartozik a Fratres, a Cantus In Memoriam Benjamin Britten és a Tabula Rasa (valamennyi 1977-ben keletkezett).
Pärt neve ebben az időben nyugaton is egyre ismertebbé vált. 1980-ban a szovjet elnyomás miatt feleségével és két fiával elhagyta hazáját, de a család a kívánt úti célt, Izraelt végül nem érte el. A zeneszerző nyugati kiadója segítségével először Bécsbe költözött, majd egy évvel később Nyugat-Berlinben telepedett le, ahol jelenleg is él.
Észtországból való távozása után elsősorban egyházzenei kompozíciókat írt (János-passió, 1982; Te Deum 1984-86, átdolgozva: 1993; Magnificat, 1989; Boldogmondások, 1990). Számos művet komponált vonós- és kamarazenekarra (Fratres, 1976; Cantus In Memoriam Benjamin Britten, 1977/80 [ez a szerzeménye felhangzik A Pont-Neuf szerelmesei című francia játékfilmben is]; Festina Lente, 1988; Siloun's Song, 1991). Az Orchestre de Paris, és zeneigazgatója, Paavo Järvi felkérésére Silhouette címmel 2009-ben írt zenekari művet, melynek alcíme Hódolat Gustave Eiffelnek. Műveinek tolmácsolói között olyan neves együttesek és művészek vannak, mint Paul Hillier és a The Hilliard Ensemble, a Tonu Kaljuste vezette Észt Filharmóniai Kamarakórus, illetve Neeme Jarvi karmester. A Silhouette-et a Müpában hallhattuk 2015. november 6-án Sol Gabetta és az Orchestre de Paris hangversenyén Paavo Järvi vezényletével.
1996-ban az American Academy of Arts and Letters tagjai sorába választotta Arvo Pärtet. 2005-ben a modern európai egyházzene megteremtésében vállalt szerepéért Európai Egyházzene Díjjal tüntették ki.
2010 óta ismét Észtországban, Tallinnban él.